# Кубань Холдинг
«Куба́нь Хо́лдинг» — российский футбольный клуб из станицы Павловской одноимённого района Краснодарского края. Основан в 2015 году. В сезонах 2020/21—2022/23 имел профессиональный статус и выступал в третьем по уровню дивизионе России. С сезона 2023 года играет в любительском дивизионе «Б» Второй лиги. Домашние матчи проводит на павловском стадионе «Урожай»; ранее в некоторых встречах принимал соперников также на афипской «Андрей-Арене» и на краснодарском стадионе «Кубань».

## История

### Истоки
Точкой отсчёта основания футбольного коллектива в Павловской считается вторая половина 1930-х годов, когда в станице появилась команда «Спартак», которую в начале 1950-х сменил «Буревестник», весной 1958 года переименованный в «Урожай», ставший впоследствии «Колосом». Кроме того, команда станицы Павловской принимала участие в чемпионате РСФСР среди КФК 1959 года. После ликвидации «Колоса», даже не доигравшего сезон 1969 года, наступило время упадка футбола в районе, в самой станице не было коллектива, выступавшего хотя бы на краевом уровне, вплоть до 1985 года, когда была сформирована команда «Кристалл», генеральным спонсором которой был сахарный завод, просуществовавшая до 1986 года.
В 1987 году в Павловской создателем «Кристалла» Иваном Корниенко (после его перехода с должности инструктора по спорту на сахарном заводе на работу в районное потребительское общество) при поддержке председателя райпо Александра Шевцова, первого секретаря местного райкома КПСС Владимира Юрченко и перечисливших коллективные взносы около 20 хозяйств и предприятий района был образован новый клуб под названием «Кооператор», который в первом же сезоне в том же году стал бронзовым призёром чемпионата Краснодарского края. В 1989 году павловский коллектив стал победителем турнира «Футбол России», а также по сумме двух встреч уступил волгодонскому «Атоммашу» (0:0 дома и 0:2 на выезде) в переходных матчах за право играть в первенстве СССР среди команд второй лиги, в итоге ни во второй, ни во второй низшей лиге так и не сыграл.
С 1991 года команда стала носить название «Колос», под которым в 1990-е ещё трижды занимала 3-е место в региональном чемпионате и дважды становилась обладателем краевого кубка. В 2003 году павловчане стали серебряными призёрами чемпионата региона. В 2009 году спонсором коллектива стал местный завод плодоовощных консервов «Техада», и клуб соответственно сменил название, потом в 2012 и 2013 годах выступал под двойным именем «Колос-Техада», а затем ещё на два сезона команда снова стала «Колосом». Сезон 2013 года стал самым неудачным в истории павловского коллектива, завершившего его с результатом в 1 набранное очко и 80 пропущенных мячей в 18 играх. 29 июня 2014 года павловчане потерпели крупнейшее поражение в своей истории: в выездном поединке 2-й лиги Кубка губернатора уступили со счётом 3:16 команде «Смена ПУ-52», представлявшей Новокубанский район.
В составе станичного клуба выступало немало профессиональных футболистов, в частности: Александр Алхазов (2001), Александр Артёменко (1989), Виктор Батарин (1991—1992), Валерий Борисов (2002), Виталий Брегвадзе (1994), Тенгиз Гатикоев (1990, 1994), Георгий Глушич (1991), Мурат Гомлешко (1989—1990), Владимир Казаков (1991—1992), Игорь Калешин (1990), Олег Камышев (1995), Денис Корецкий (2000), Наиль Курятников (1995), Владимир Лагойда (1989), Евгений Ландырев (1997), Андрей Немыкин (2000), Владимир Обедзинский (1988—1993), Александр Плошник (1989—1990), Игорь Поваляев (1995), Евгений Половинко (1989—1994), Николай Стасюк (1994), Виталий Тасенко (2004), Тимурхан Тимашёв (2008), Сергей Хреновский (1996), Александр Чугунов (1989, 1991), Геннадий Шапкин (1991—1992), Василий Шитиков (1989—1990) и Андрей Ярыгин (2004—2005).
Главными тренерами команды были следующие специалисты: Владимир Елисеев (1987—1988; играющий тренер), Владимир Обедзинский (1989—1995, 2014; играющий тренер в 1989—1993), Виктор Невайкин (1996—2005), Вазген Манасян (2006—2007), Алексей Якимович (2008), Александр Мамец (до 2012; играющий тренер), Андрей Семашко (2012—2013; играющий тренер) и Дмитрий Прокопец (2015; играющий тренер).

### Любительский период

Эмблема клуба в 2016 году

ФК «Кубань Холдинг», согласно официальной истории клуба, был создан в 2015 году. Название клуб получил в честь владельца — одноимённого ООО. В 2016 году в дебютном сезоне павловская команда стала победителем Кубка губернатора, а уже в следующем, 2017 году чемпионом края, финалистом кубка, обладателем суперкубка региона и полуфиналистом Лиги чемпионов ЮФО/СКФО.

Эмблема клуба в 2017—2018

В 2018 году «Кубань Холдинг» стал серебряным призёром краевого чемпионата, снова финалистом регионального кубка, а также впервые в истории сыграл в Кубке России: в 1/256 финала со счётом 2:0 победил краснодарский «Урожай», однако уже в 1/128 финала уступил на выезде со счётом 0:2 новороссийскому «Черноморцу». Кроме того, в том году павловчане одержали крупнейшую в своей истории победу в чемпионате Краснодарского края: 15 сентября в домашнем матче со счётом 10:0 одолели краснодарскую «Академию футбола», притом что предыдущий рекорд (9:0) был установлен 26 мая того же года.
В 2019 году павловская команда во второй раз подряд приняла участие в национальном кубке: 20 июля в 1/256 финала со счётом 2:0 одолела ростовский СКА, но в итоге снова остановилась на стадии 1/128 финала, в которой 28 июля проиграла на выезде клубу «Биолог-Новокубанск» со счётом 1:3. 31 августа 2019 года «Кубань Холдинг» стал обладателем Кубка Краснодарского края, в финальном матче со счётом 2:1 взяв верх над «Спартаком» из Геленджика, а 28 сентября досрочно стал чемпионом региона, оформив тем самым золотой дубль сезона 2019 года, в котором стал ещё и обладателем краевого суперкубка, а также победителем всероссийских соревнований среди сельских команд «Золотой колос». В ноябре того же года павловчане во второй раз в истории приняли участие в розыгрыше Лиги чемпионов ЮФО/СКФО: дошли до финала, в котором уступили в серии пенальти со счётом 4:5 (основное время поединка завершилось вничью 1:1) шалинскому «Вайнаху».

### Профессиональная эра

#### Сезон 2020/21
В конце июля 2020 года стало известно, что в сезоне 2020/21 «Кубань Холдинг» будет выступать в группе 1 Первенства ПФЛ. 5 августа того же года павловская команда в третий раз подряд смогла преодолеть стадию 1/256 финала национального кубка, победив со счётом 1:0 таганрогский клуб «Форте»; а 9 августа дебютировала в Первенстве ПФЛ, обыграв в домашней встрече на стадионе «Кубань» в Краснодаре со счётом 2:0 клуб «Ессентуки». 19 августа «Кубань Холдинг» впервые смог преодолеть стадию 1/128 финала кубка России, победив на выезде со счётом 4:2 ростовский СКА, но затем в 1/64 финала 2 сентября уступил ставропольскому «Динамо» со счётом 3:4. Свой первый профессиональный сезон клуб завершил на 2-м месте (24 победы, 5 ничьих, 3 поражения).

#### Сезон 2021/22
В период межсезонья в конце июня 2021 года на посту главного тренера павловского коллектива Дмитрия Фомина сменил Андрей Юдин. Также «Кубань Холдинг» покинула внушительная группа игроков. 28 июля обновлённая команда начала сезон 2021/22 с поражения в гостевом матче 1/128 финала Кубка России против ставропольского «Динамо» со счётом 0:1, а 1 августа стартовала в новом розыгрыше первенства с домашнего поражения с аналогичным результатом от таганрогского «Форте». 11 сентября 2021 года, после пяти поражений и двух ничьих в семи официальных поединках, исполнять обязанности главного тренера вместо Андрея Юдина был назначен работавший в клубе с 2017 года старший тренер Игорь Жегулин, под руководством которого «Кубань Холдинг» уже 13 сентября одержал первую в сезоне победу, обыграв на выезде со счётом 2:1 клуб «Ессентуки». 28 февраля 2022 года в качестве главного тренера в заявку команды был внесён Владимир Кухлевский, а уже в середине апреля новым наставником павловчан стал Владимир Усин. Свой второй профессиональный сезон «Кубань Холдинг» завершил на 6-м месте (15 побед, 9 ничьих, 8 поражений).

#### Сезон 2022/23
24 июля 2022 года павловский клуб стартовал в новом сезоне первенства с домашней победы (1:0) над песчанокопской «Чайкой», которую затем 31 августа одолел в серии пенальти со счётом 3:1 (основное время встречи завершилось вничью 1:1) на её поле в Песчанокопском в дебютном для себя матче нового розыгрыша национального кубка. 14 сентября, победив на выезде со счётом 3:0 ростовскую команду СКА, «Кубань Холдинг» вышел в 1/32 финала Кубка России; где затем 5 октября со счётом 0:1 уступил дома «Уфе», на тот момент занимавшей 13-е место в Первой лиге. 10 октября было объявлено о досрочном расторжении по соглашению сторон контракта с главным тренером Владимиром Усиным (под руководством которого павловчане провели 23 официальных матча в Первенстве и Кубке с результатом в 12 побед, 4 ничьих и 7 поражений) и назначении вместо него Максима Шевченко временно исполняющим обязанности. 17 октября новым наставником коллектива стал Эдуард Саркисов, с которым было заключено долгосрочное соглашение. По итогам сезона клуб занял 5-е место (14 побед, 6 ничьих, 11 поражений).

### Дивизион «Б» Второй лиги
Летом 2023 года в ходе реформы Второй лиги «Кубань Холдинг» отказался от выступлений в дивизионе «А» и в новом сезоне стартовал в группе 1 дивизиона «Б», по регламенту получившего статус любительского. 23 августа павловчане уступили в первом же для себя раунде Кубка России 2023/24 в Майкопе местной «Дружбе» (0:2). 12 сентября было официально объявлено об уходе Эдуарда Саркисова в таганрогский «Форте» и назначении Мурата Гомлешко временно исполняющим обязанности главного тренера. 13 октября в качестве наставника команды в заявку клуба был внесён Олег Терёхин. По итогам сезона 2023 года «Кубань Холдинг» занял 3-е место в группе 1 дивизиона «Б» (10 побед, 3 ничьих, 5 поражений). В начале декабря того же года на должность главного тренера в клуб вернулся Дмитрий Фомин.
В сезоне 2024/25 национального кубка павловчане во второй раз в истории смогли дойти до 1/32 финала (4-го отборочного раунда «Пути регионов»), где 24 сентября 2024 года проиграли на своём поле команде «Сочи» из Первой лиги со счётом 0:5. По итогам сезона 2024 года в первенстве «Кубань Холдинг» занял 12-е место в группе 1 (9 побед, 10 ничьих, 13 поражений).

## Символика и форма

### Клубный цвет
| Чёрный |

Официальным цветом клуба является чёрный.

### Экипировка
| Период       | Производитель формы | Титульный спонсор  |
| ------------ | ------------------- | ------------------ |
| 2016         | Puma                | без спонсора       |
| 2017—2018    | Nike                | без спонсора       |
| 2018—2019    | Joma                | без спонсора       |
| 2019—2020    | Joma                | БФ им. А. Андреева |
| 2020—2021    | Nike                | БФ им. А. Андреева |
| 2021—2022    | Adidas              | БФ им. А. Андреева |
| 2022—2023    | Adidas              | ООО «Мысхако»      |
| 2023 — н. в. | «Скаер»             | ООО «Мысхако»      |

| Форма ФК «Кубань Холдинг» в 2019—2023 годах | Форма ФК «Кубань Холдинг» в 2019—2023 годах | Форма ФК «Кубань Холдинг» в 2019—2023 годах | Форма ФК «Кубань Холдинг» в 2019—2023 годах |
| ------------------------------------------- | ------------------------------------------- | ------------------------------------------- | ------------------------------------------- |
| 2019—2020                                   | 2020/21                                     | 2021/22                                     | 2022/23                                     |
| Домашняя                                    |                                             |                                             |                                             |
| 2019—2020                                   | 2020/21                                     | 2021/22                                     | 2022/23                                     |
| Гостевая                                    |                                             |                                             |                                             |
| 2019—2020                                   | 2019—2020                                   | 2022/23                                     | 2022/23                                     |
| Резервная                                   |                                             |                                             |                                             |

## Статистика выступлений

### Профессиональные турниры

#### Первенство
| Сезон            | Турнир                         | Место            | И  | В  | Н  | П  | МЗ  | МП | РМ  | О   | Предупреждения | Удаления |
| ---------------- | ------------------------------ | ---------------- | -- | -- | -- | -- | --- | -- | --- | --- | -------------- | -------- |
| 2020/21          | Группа 1 Первенства ПФЛ        | 2 (из 17)        | 32 | 24 | 5  | 3  | 63  | 24 | +39 | 77  | 62             | 4        |
| 2021/22          | Группа 1 Второго дивизиона ФНЛ | 6 (из 17)        | 32 | 15 | 9  | 8  | 46  | 31 | +15 | 54  | 101            | 5        |
| 2022/23          | Группа 1 Второй лиги           | 5 (из 14)        | 31 | 14 | 6  | 11 | 46  | 37 | +9  | 48  | 69             | 6        |
| Всего: 3 турнира | Всего: 3 турнира               | Всего: 3 турнира | 95 | 53 | 20 | 22 | 155 | 92 | +63 | 179 | 232            | 15       |

#### Кубок
| Сезон             | Раунд             | И  | В | Н | П | МЗ | МП | РМ | Предупреждения | Удаления |
| ----------------- | ----------------- | -- | - | - | - | -- | -- | -- | -------------- | -------- |
| 2018/19           | 1/128             | 2  | 1 | 0 | 1 | 2  | 2  | 0  | 8              | 0        |
| 2019/20           | 1/128             | 2  | 1 | 0 | 1 | 3  | 3  | 0  | 3              | 0        |
| 2020/21           | 1/64              | 3  | 2 | 0 | 1 | 8  | 6  | +2 | 4              | 0        |
| 2021/22           | 1/128             | 1  | 0 | 0 | 1 | 0  | 1  | −1 | 4              | 0        |
| 2022/23           | 1/32              | 3  | 1 | 1 | 1 | 4  | 2  | +2 | 6              | 0        |
| 2023/24           | 1/128             | 1  | 0 | 0 | 1 | 0  | 2  | −2 | 3              | 2        |
| 2024/25           | 1/32              | 4  | 3 | 0 | 1 | 8  | 6  | +2 | 10             | 0        |
| Всего: 7 турниров | Всего: 7 турниров | 16 | 8 | 1 | 7 | 25 | 22 | +3 | 38             | 2        |

##### Все матчи кубка
| Сезон   | Главный тренер  | Раунд | Соперник             | Счёт           | Дата             | С | Место          |
| ------- | --------------- | ----- | -------------------- | -------------- | ---------------- | - | -------------- |
| 2018/19 | Дмитрий Фомин   | 1/256 | Урожай (Краснодар)   | 2:0            | 21 июля 2018     | Д | Павловская     |
| 2018/19 | Дмитрий Фомин   | 1/128 | Черноморец           | 0:2            | 30 июля 2018     | Г | Новороссийск   |
| 2019/20 | Дмитрий Фомин   | 1/256 | СКА (Ростов-на-Дону) | 2:0            | 20 июля 2019     | Д | Павловская     |
| 2019/20 | Дмитрий Фомин   | 1/128 | Биолог-Новокубанск   | 1:3            | 28 июля 2019     | Г | Прогресс       |
| 2020/21 | Дмитрий Фомин   | 1/256 | Форте                | 1:0            | 5 августа 2020   | Д | Таганрог       |
| 2020/21 | Дмитрий Фомин   | 1/128 | СКА (Ростов-на-Дону) | 4:2            | 19 августа 2020  | Г | Ростов-на-Дону |
| 2020/21 | Дмитрий Фомин   | 1/64  | Динамо (Ставрополь)  | 3:4            | 2 сентября 2020  | Д | Краснодар      |
| 2021/22 | Андрей Юдин     | 1/128 | Динамо (Ставрополь)  | 0:1            | 28 июля 2021     | Г | Ставрополь     |
| 2022/23 | Владимир Усин   | 1/128 | Чайка                | 1:1 (3:1 пен.) | 31 августа 2022  | Г | Песчанокопское |
| 2022/23 | Владимир Усин   | 1/64  | СКА (Ростов-на-Дону) | 3:0            | 14 сентября 2022 | Г | Ростов-на-Дону |
| 2022/23 | Владимир Усин   | 1/32  | Уфа                  | 0:1            | 5 октября 2022   | Д | Павловская     |
| 2023/24 | Эдуард Саркисов | 1/128 | Дружба (Майкоп)      | 0:2            | 23 августа 2023  | Г | Майкоп         |
| 2024/25 | Дмитрий Фомин   | 1/256 | Дружба (Майкоп)      | 2:1            | 30 июля 2024     | Д | Павловская     |
| 2024/25 | Дмитрий Фомин   | 1/128 | Кубань (2018)        | 5:0            | 21 августа 2024  | Г | Павловская     |
| 2024/25 | Дмитрий Фомин   | 1/64  | Форте                | 1:0            | 3 сентября 2024  | Г | Таганрог       |
| 2024/25 | Дмитрий Фомин   | 1/32  | Сочи                 | 0:5            | 24 сентября 2024 | Д | Павловская     |

### Любительские соревнования
| Кубок губернатора — 1-я лига | Кубок губернатора — 1-я лига | Кубок губернатора — 1-я лига | Кубок губернатора — 1-я лига | Кубок губернатора — 1-я лига | Кубок губернатора — 1-я лига | Кубок губернатора — 1-я лига | Кубок губернатора — 1-я лига | Кубок губернатора — 1-я лига | Кубок губернатора — 1-я лига | Кубок губернатора — 1-я лига |
| Сезон                        | Стадия                       | Место                        | И                            | В                            | Н                            | П                            | МЗ                           | МП                           | РМ                           | О                            |
| ---------------------------- | ---------------------------- | ---------------------------- | ---------------------------- | ---------------------------- | ---------------------------- | ---------------------------- | ---------------------------- | ---------------------------- | ---------------------------- | ---------------------------- |
| 2016                         | 1-я зона                     | 1 (из 12)                    | 22                           | 20                           | 1                            | 1                            | 105                          | 15                           | +90                          | 61                           |
| 2016                         | Плей-офф                     | Победитель                   | 4                            | 4                            | 0                            | 0                            | 12                           | 1                            | +11                          | 12                           |
| 2016                         | Итого                        | Победитель                   | 26                           | 24                           | 1                            | 1                            | 117                          | 16                           | +101                         | 73                           |

| Чемпионат Краснодарского края | Чемпионат Краснодарского края | Чемпионат Краснодарского края | Чемпионат Краснодарского края | Чемпионат Краснодарского края | Чемпионат Краснодарского края | Чемпионат Краснодарского края | Чемпионат Краснодарского края | Чемпионат Краснодарского края | Чемпионат Краснодарского края | Чемпионат Краснодарского края |
| Сезон                         | Место                         | И                             | В                             | Н                             | П                             | МЗ                            | МП                            | РМ                            | О                             |                               |
| ----------------------------- | ----------------------------- | ----------------------------- | ----------------------------- | ----------------------------- | ----------------------------- | ----------------------------- | ----------------------------- | ----------------------------- | ----------------------------- | ----------------------------- |
| 2017                          | 1 (из 14)                     | 26                            | 23                            | 1                             | 2                             | 73                            | 15                            | +58                           | 70                            |                               |
| 2018                          | 2 (из 12)                     | 25                            | 17                            | 4                             | 4                             | 63                            | 17                            | +46                           | 55                            |                               |
| 2019                          | 1 (из 10)                     | 22                            | 17                            | 4                             | 1                             | 53                            | 7                             | +46                           | 55                            |                               |
| Всего: 3 турнира              | Всего: 3 турнира              | 73                            | 57                            | 9                             | 7                             | 189                           | 39                            | +150                          | 180                           |                               |

| Кубок Краснодарского края | Кубок Краснодарского края | Кубок Краснодарского края | Кубок Краснодарского края | Кубок Краснодарского края | Кубок Краснодарского края | Кубок Краснодарского края | Кубок Краснодарского края | Кубок Краснодарского края |
| Сезон                     | Раунд                     | И                         | В                         | Н                         | П                         | МЗ                        | МП                        | РМ                        |
| ------------------------- | ------------------------- | ------------------------- | ------------------------- | ------------------------- | ------------------------- | ------------------------- | ------------------------- | ------------------------- |
| 2016                      | 1/8                       | 3                         | 2                         | 0                         | 1                         | 13                        | 5                         | +8                        |
| 2017                      | Финалист                  | 4                         | 2                         | 1                         | 1                         | 3                         | 3                         | 0                         |
| 2018                      | Финалист                  | 5                         | 3                         | 1                         | 1                         | 4                         | 2                         | +2                        |
| 2019                      | Победитель                | 5                         | 5                         | 0                         | 0                         | 19                        | 1                         | +18                       |
| Всего: 4 турнира          | Всего: 4 турнира          | 17                        | 12                        | 2                         | 3                         | 39                        | 11                        | +28                       |

| Лига чемпионов ЮФО/СКФО | Лига чемпионов ЮФО/СКФО | Лига чемпионов ЮФО/СКФО | Лига чемпионов ЮФО/СКФО | Лига чемпионов ЮФО/СКФО | Лига чемпионов ЮФО/СКФО | Лига чемпионов ЮФО/СКФО | Лига чемпионов ЮФО/СКФО | Лига чемпионов ЮФО/СКФО |
| Сезон                   | Раунд                   | И                       | В                       | Н                       | П                       | МЗ                      | МП                      | РМ                      |
| ----------------------- | ----------------------- | ----------------------- | ----------------------- | ----------------------- | ----------------------- | ----------------------- | ----------------------- | ----------------------- |
| 2017                    | 1/2                     | 3                       | 1                       | 2                       | 0                       | 5                       | 3                       | +2                      |
| 2019                    | Финалист                | 4                       | 3                       | 1                       | 0                       | 7                       | 3                       | +4                      |
| Всего: 2 турнира        | Всего: 2 турнира        | 7                       | 4                       | 3                       | 0                       | 12                      | 6                       | +6                      |

| Дивизион «Б» Второй лиги | Дивизион «Б» Второй лиги | Дивизион «Б» Второй лиги | Дивизион «Б» Второй лиги | Дивизион «Б» Второй лиги | Дивизион «Б» Второй лиги | Дивизион «Б» Второй лиги | Дивизион «Б» Второй лиги | Дивизион «Б» Второй лиги | Дивизион «Б» Второй лиги | Дивизион «Б» Второй лиги | Дивизион «Б» Второй лиги | Дивизион «Б» Второй лиги |
| Сезон                    | Турнир                   | Место                    | И                        | В                        | Н                        | П                        | МЗ                       | МП                       | РМ                       | О                        | Предупреждения           | Удаления                 |
| ------------------------ | ------------------------ | ------------------------ | ------------------------ | ------------------------ | ------------------------ | ------------------------ | ------------------------ | ------------------------ | ------------------------ | ------------------------ | ------------------------ | ------------------------ |
| 2023                     | Группа 1.1               | 1 (из 7)                 | 12                       | 8                        | 0                        | 4                        | 20                       | 8                        | +12                      | 24                       | 25                       | 1                        |
| 2023                     | Группа 1 «А»             | 3 (из 6)                 | 6                        | 2                        | 3                        | 1                        | 7                        | 4                        | +3                       | 9                        | 9                        | 0                        |
| 2023                     | Итого                    | Итого                    | 18                       | 10                       | 3                        | 5                        | 27                       | 12                       | +15                      | 33                       | 34                       | 1                        |
| 2024                     | Группа 1                 | 12 (из 17)               | 32                       | 9                        | 10                       | 13                       | 29                       | 37                       | −8                       | 37                       | 56                       | 2                        |
| Всего: 2 турнира         | Всего: 2 турнира         | Всего: 2 турнира         | 50                       | 19                       | 13                       | 18                       | 56                       | 49                       | +7                       | 70                       | 90                       | 3                        |

### Рекорды
| Крупнейшая победа в первенстве и кубке | Крупнейшая победа в первенстве и кубке | Крупнейшая победа в первенстве и кубке | Крупнейшая победа в первенстве и кубке | Крупнейшая победа в первенстве и кубке | Крупнейшая победа в первенстве и кубке | Крупнейшая победа в первенстве и кубке |
| Счёт                                   | Сезон                                  | Главный тренер                         | Соперник                               | Дата                                   | С                                      | Место                                  |
| -------------------------------------- | -------------------------------------- | -------------------------------------- | -------------------------------------- | -------------------------------------- | -------------------------------------- | -------------------------------------- |
| 8:0                                    | 2022/23                                | Эдуард Саркисов                        | Динамо (Ставрополь)                    | 15 апреля 2023                         | Г                                      | Ставрополь                             |

| Крупнейшее поражение в первенстве и кубке | Крупнейшее поражение в первенстве и кубке | Крупнейшее поражение в первенстве и кубке | Крупнейшее поражение в первенстве и кубке | Крупнейшее поражение в первенстве и кубке | Крупнейшее поражение в первенстве и кубке | Крупнейшее поражение в первенстве и кубке |
| Счёт                                      | Сезон                                     | Главный тренер                            | Соперник                                  | Дата                                      | С                                         | Место                                     |
| ----------------------------------------- | ----------------------------------------- | ----------------------------------------- | ----------------------------------------- | ----------------------------------------- | ----------------------------------------- | ----------------------------------------- |
| 0:5                                       | 2024/25                                   | Дмитрий Фомин                             | Сочи                                      | 24 сентября 2024                          | Д                                         | Павловская                                |

| Крупнейшая победа в региональном чемпионате | Крупнейшая победа в региональном чемпионате | Крупнейшая победа в региональном чемпионате | Крупнейшая победа в региональном чемпионате | Крупнейшая победа в региональном чемпионате | Крупнейшая победа в региональном чемпионате | Крупнейшая победа в региональном чемпионате |
| Счёт                                        | Сезон                                       | Главный тренер                              | Соперник                                    | Дата                                        | С                                           | Место                                       |
| ------------------------------------------- | ------------------------------------------- | ------------------------------------------- | ------------------------------------------- | ------------------------------------------- | ------------------------------------------- | ------------------------------------------- |
| 10:0                                        | 2018                                        | Дмитрий Фомин                               | Академия футбола (Краснодар)                | 15 сентября 2018                            | Д                                           | Павловская                                  |

## Достижения
Профессиональные турниры
- 2-е место в группе 1 Первенства ПФЛ: 2020/21.

Любительские соревнования
- Чемпион Краснодарского края: 2017, 2019.

- Вице-чемпион: 2018.

- Обладатель Кубка Краснодарского края: 2019.

- Финалист: 2017, 2018.

- Обладатель Суперкубка Краснодарского края: 2017, 2019.
- Победитель Кубка губернатора Краснодарского края: 2016.
- Финалист Лиги чемпионов ЮФО/СКФО: 2019.

## Стадионы
Домашней ареной команды является построенный в 1956 году стадион «Урожай» в станице Павловской, вмещающий ныне 2750 зрителей. Строительство арены началось в послевоенный период на месте старого кладбища в самом центре станицы. В начале 1967 года была проведена реконструкция стадиона: отремонтирована западная трибуна, установлен дополнительный ряд на восточной трибуне, в результате чего вместимость арены составила 4000 человек, а также была смонтирована система искусственного освещения. В четвёртом квартале 2016 года был начат капитальный ремонт стадиона, завершившийся торжественным открытием обновлённой арены 26 мая 2018 года, в процессе реконструкции объекта были отремонтированы западная и восточная трибуны, установлены новые пластиковые кресла, сооружено информационное электротабло и система искусственного освещения, а также благоустроена территория стадиона.
Некоторые домашние матчи «Кубань Холдинг» проводил также в пгт Афипском Северского района на вмещающей 3000 человек «Андрей-Арене». С сезона 2020/21 в качестве дополнительной домашней арены команда использует стадион «Кубань» в Краснодаре.

## Текущий состав
| №  |                            | Поз. | Имя                    | Год рождения |
| -- | -------------------------- | ---- | ---------------------- | ------------ |
| 2  | Флаг России                | Защ  | Никита Тагиев          | 2005         |
| 4  | Флаг России                | Защ  | Ринат Гараев           | 2004         |
| 6  | Флаг России                | ПЗ   | Дмитрий Переверзев[en] | 1998         |
| 8  | Флаг России                | ПЗ   | Дмитрий Котов[en]      | 2000         |
| 10 | Флаг России                | ПЗ   | Никита Фадеев          | 2003         |
| 11 | Флаг России                | Нап  | Максим Дмитриев[en]    | 2001         |
| 12 | Флаг России                | Нап  | Радислав Веселовский   | 2007         |
| 13 | Флаг России · Флаг Армении | Защ  | Руслан Бабаян          | 2004         |
| 14 | Флаг России                | ПЗ   | Ионафан Сапожников     | 2005         |
| 15 | Флаг России                | Вр   | Александр Стенякин     | 2005         |
| 16 | Флаг России                | Вр   | Сергей Копылов         | 2006         |
| 17 | Флаг России                | Нап  | Дмитрий Соловьёв       | 1998         |

| №  |             | Поз. | Имя                  | Год рождения |
| -- | ----------- | ---- | -------------------- | ------------ |
| 18 | Флаг России | Нап  | Омар Попов           | 2003         |
| 19 | Флаг России | Защ  | Алексей Гречкин[en]  | 1996         |
| 20 | Флаг России | ПЗ   | Дмитрий Карташов[en] | 1994         |
| 21 | Флаг России | ПЗ   | Ислам Оразаев        | 2000         |
| 22 | Флаг России | Защ  | Матвей Смирнов       | 2002         |
| 23 | Флаг России | ПЗ   | Дмитрий Михайлов     | 2002         |
| 24 | Флаг России | ПЗ   | Иван Сергиенко       | 2005         |
| 26 | Флаг России | Защ  | Дмитрий Маринченко   | 2007         |
| 27 | Флаг России | Защ  | Илья Захаров         | 1996         |
| 30 | Флаг России | ПЗ   | Дмитрий Витулин      | 2004         |
| 44 | Флаг России | Защ  | Аслан Дашаев         | 1989         |

### Игроки в аренде
| \| № \| \| Поз. \| Имя \| Год рождения \| \| - \| \| ---- \| ------------------------------------------------------------- \| ------------ \| \| 5 \| \| Защ \| Павел Банщиков (в «Твери» до конца 2025 года) \| 2007 \| \| 9 \| \| ПЗ \| Андрей Малолетов (в тамбовском «Спартаке» до конца 2025 года) \| 2005 \| \| \| \| Нап \| Кирилл Захаров (в «Зените-2» до конца 2025 года) \| 2007 \| |             |      |                                                               |              |
| № |             | Поз. | Имя                                                           | Год рождения |
| 5 | Флаг России | Защ  | Павел Банщиков (в «Твери» до конца 2025 года)                 | 2007         |
| 9 | Флаг России | ПЗ   | Андрей Малолетов (в тамбовском «Спартаке» до конца 2025 года) | 2005         |
| | Флаг России | Нап  | Кирилл Захаров (в «Зените-2» до конца 2025 года)              | 2007         |

### Тренерский штаб
| Должность       | Имя           |
| --------------- | ------------- |
| Главный тренер  | Дмитрий Фомин |
| Старший тренер  | Игорь Жегулин |
| Тренер вратарей | Кирьяк Иониди |

## Персоналии

### Игроки клуба
| Игрок             | Период    |
| ----------------- | --------- |
| Саркис Балоян     | 2017—2018 |
| Альберт Богатырёв | 2019      |
| Никита Ворона     | 2017      |
| Артур Гадзаов     | 2017      |

| Игрок           | Период    |
| --------------- | --------- |
| Сослан Качмазов | 2017—2018 |
| Максим Колмаков | 2019      |
| Сергей Крючихин | 2016      |
| Георгий Микадзе | 2018      |

| Игрок              | Период    |
| ------------------ | --------- |
| Анатолий Немченко  | 2019      |
| Владислав Шевченко | 2019      |
| Максим Шевченко    | 2016      |
| Вадим Шевчук       | 2017—2018 |

### Главные тренеры
| Главный тренер    | Период    |
| ----------------- | --------- |
| Родион Симонян    | 2016      |
| Дмитрий Фомин     | 2017—2020 |
| Антон Толстопятов | 2020      |
| Дмитрий Фомин     | 2020—2021 |
| Андрей Юдин       | 2021      |

| Главный тренер         | Период    |
| ---------------------- | --------- |
| Игорь Жегулин (и. о.)  | 2021—2022 |
| Владимир Кухлевский    | 2022      |
| Владимир Усин          | 2022      |
| Максим Шевченко (врио) | 2022      |
| Эдуард Саркисов        | 2022—2023 |

| Главный тренер        | Период       |
| --------------------- | ------------ |
| Мурат Гомлешко (врио) | 2023         |
| Олег Терёхин          | 2023         |
| Дмитрий Фомин         | 2023 — н. в. |

## Фарм-клуб
Фарм-клуб команды «Кубань Холдинг-2» с сезона 2018 (в котором, в частности, в составе коллектива играл Роман Церюта) до сезона 2021 года выступал в 1-й группе турнира на кубок губернатора края. 23 июня 2019 года, обыграв «Азовец» из Приморско-Ахтарска со счётом 18:0, «Кубань Холдинг-2» установил исторический для павловского футбола рекорд результативности в официальных региональных соревнованиях. 29 июля того же года «Кубань Холдинг-2», усиленный несколькими игроками основной команды, на стадионе «Кубань» в Краснодаре сыграл вничью 2:2 в товарищеском матче с олимпийской сборной Сирии; в поединке приняли участие в том числе и 4 игрока павловского фарм-клуба (Амаль Вардания, Зафар Рахимов, Алексей Селиванов и Владимир Хан), которые за 2 дня до этого стали в составе сборной КубГУ победителями проходившего в Мадриде чемпионата Европы среди университетских команд. 3 ноября 2019 года «Кубань Холдинг-2» стал победителем Кубка губернатора Краснодарского края.
С сезона 2022 года выступает в высшей лиге чемпионата Краснодарского края.